# Соба са погледом (филм)
„Соба са погледом” (енгл. A Room with a View) је британски романтични филм из 1985. у режији Џејмса Ајворија и у продукцији Исмаила Мерчанта. Сценарио је заснован на роману „Соба с погледом” Е. М. Форстера. Филм представља верну адаптацију књижевног предлошка и по угледу на роман подељен је на поглавља. Главна јунакиња је Луси Ханичерч, млада припадница више средње класе, која се бори са дилемама и искушењима репресивног друштва Едвардијанског доба, заљубивши се у Џорџа Емерсона, момка нековенционалног понашања. Главне улоге тумаче Хелена Бонам Картер, Џулијан Сандс, Меги Смит, Денхолм Елиот, Данијел Деј Луис, Џуди Денч и Сајмон Калоу.
Филм је остварио велики успех и на филмским благајнама и код филмских критичара. Био је номинован у осам категорија за награду Оскар, укључујући и категорију за најбољи филм, а на крају их је освојио три: за најбоље адаптирани сценарио, за најбољу сценографију и за најбољи костим. Године 1999. Британски филмски институт је „Собу са погледом” сврстао на 73. место листе најбољих британских филмова 20. века. 

## Радња
Луси Ханичерч, млада Енглескиња, и њена пратиља Шарлота Бартлет нашле су се у Фиренци, у Италији почетком 19. века у хотелу у коме су добиле собу која није имала поглед на тамошњи трг. Излаз из за њих тада тешке ситуације нашла су два мушка госта истог хотела, Господин Емерсон и његов син Џорџ, који су заменили своју собу која је имала поглед са њиховом. Сусрет са господом Емерсон, а посебно познанство са Џорџом, променило је Лусин живот заувек. Након повратка у Енглеску Луси је после дугог опирања морала да одлучи да ли ће се удати за њеног вереника Сесила или ће послушати своје срце, раскинути заруке са Сесилом и коначно бити са Џорџом.
Иако је овај филм, у ствари, права љубавна прича, постоји у њему много више од саме љубавне приче. Поред упечатљивих кадрова средњовековних споменика и природе у Енглеској, ту су и веома „интелигентни“ дијалози између главних јунака, као и подсмех енглеском традиционалном понашању. Лик Џорџа Емерсона представља Енглеза који у ствари није Енглез, јер је слободан у свом понашању и мишљењу, ужива у лепоти и слободи. Ту је такође и локални викар који се у једној сцени купа го у језеру.

## Улоге
| Глумац              | Улога                      |
| ------------------- | -------------------------- |
| Хелена Бонам Картер | Луси Ханичерч              |
| Џулијан Сандс       | Џорџ Емерсон               |
| Меги Смит           | Шарлот Бартлет             |
| Денхолм Елиот       | господин Емерсон           |
| Данијел Деј Луис    | Сисил Вајз                 |
| Џуди Денч           | Елеонор Левиш              |
| Сајмон Калоу        | господин Биб               |
| Руперт Грејвс       | Фреди Ханичерч, Лусин брат |